# Joe Bonson
Joe Bonson, diminutivo di Joseph Bonson (Barnsley, 19 giugno 1936 – Wolverhampton, 29 novembre 1991) è stato un calciatore inglese, di ruolo attaccante.

## Carriera
Dopo aver giocato nelle giovanili del Wolverhampton esordisce in prima squadra (e, più in generale, tra i professionisti) all'età di 20 anni, nella stagione 1956-1957, nella quale mette a segno 4 reti in 10 presenze nella prima divisione inglese; a fine stagione, nonostante le buone medie realizzative, non trovando molto spazio nella formazione titolare dei Wolves viene ceduto ai gallesi del Cardiff City, militanti nella seconda divisione inglese: la sua permanenza ai Bluebirds si protrae per complessive tre stagioni, tutte in questa categoria, nelle quali gioca un totale di 72 partite con 37 reti segnate, con anche la vittoria di una Coppa del Galles (nella stagione 1958-1959).
Nell'estate del 1960 dopo la promozione in prima divisione del Caridff City viene ceduto allo Scunthorpe Utd, altro club di seconda divisione, in cui rimane per una stagione e mezzo, per poi dopo 11 reti in 52 presenze venir ceduto al Doncaster, con cui termina la stagione 1961-1962 mettendo a segno 4 reti in 14 presenze in terza divisione. Negli anni seguenti gioca con vari club tra la terza e la quarta divisione: in particolare, trascorre la stagione 1962-1963 in terza divisione al Newport County, club con cui l'anno seguente gioca in quarta divisione; nella stagione 1964-1965 è invece ai londinesi del Brentford in terza divisione, mentre dal 1965 al 1967 gioca in quarta divisione al Lincoln City, per poi chiudere la carriera con i semiprofessionisti dell'Hednesford Town.
In carriera ha totalizzato complessivamente 313 presenze e 131 reti nei campionati della Football League.

## Palmarès

### Club

#### Competizioni nazionali
- Coppa del Galles: 1

Cardiff City: 1958-1959